# BD Camelopardalis
BD Camelopardalis (HD 22649), är en dubbelstjärna i den mellersta delen av stjärnbilden Giraffen. Den har en kombinerad skenbar magnitud av ca 5,11 och är svagt synlig för blotta ögat där ljusföroreningar ej förekommer. Baserat på parallaxmätning inom Hipparcosuppdraget på ca 6,3 mas, beräknas den befinna sig på ett avstånd på ca 520 ljusår (ca 159 parsek) från solen. Den rör sig närmare solen med en heliocentrisk radialhastighet på ca -22 km/s.

## Egenskaper
Primärstjärnan BD Camelopardalis A är en röd jättestjärna av spektralklass S3.5/2 (M4 III). Den har en radie som är ca 37 solradier och har ca 185 gånger solens utstrålning av energi från dess fotosfär vid en effektiv temperatur av ca 3 300 K.

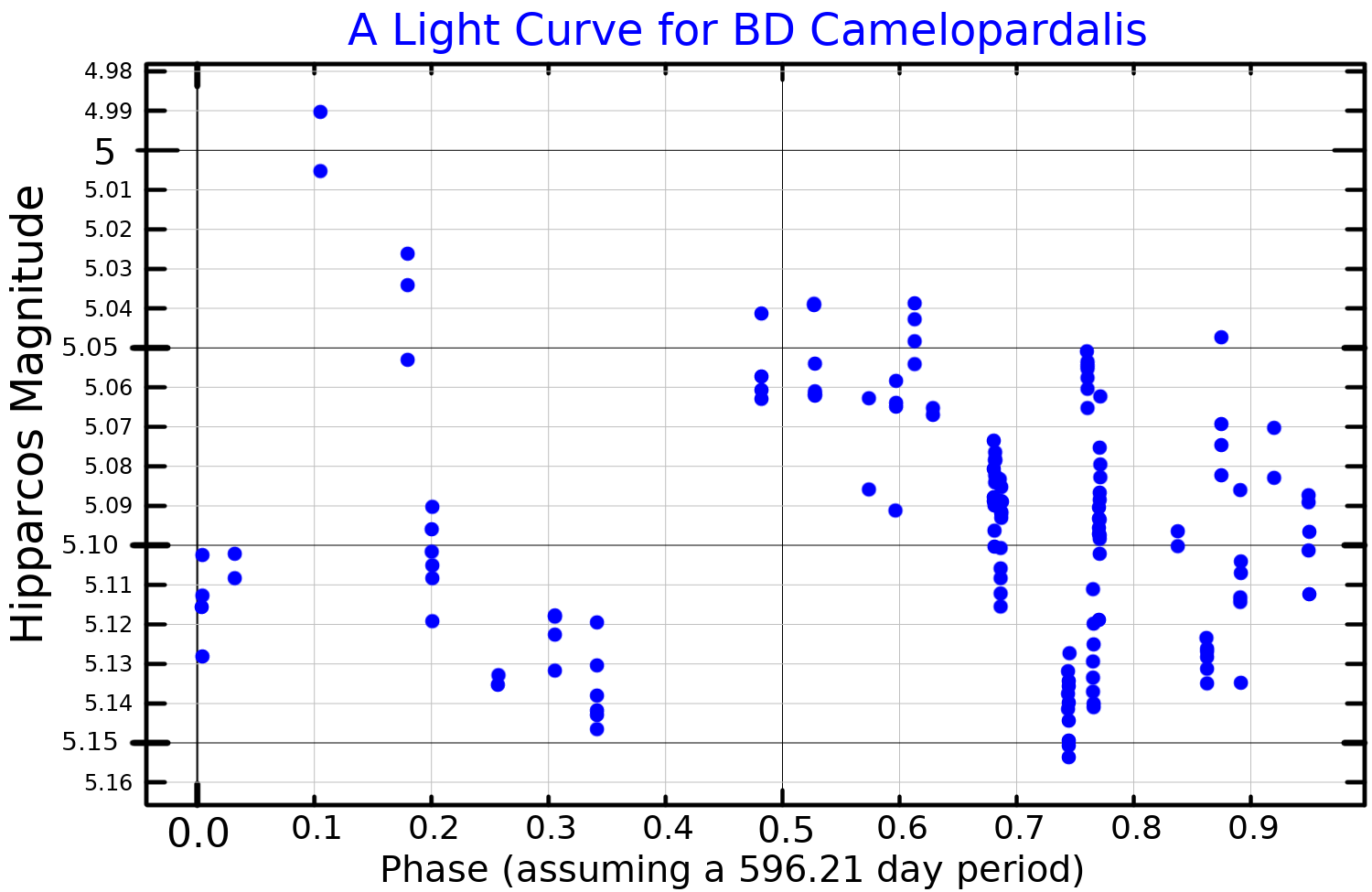
Ljuskurva för BD Camelopardalis från Hipparcos data, plottad från Adelman (1998)

BD Camelopardalis är en S-stjärna och symbiotisk stjärna upptäckt som en spektroskopisk dubbelstjärna 1922. Dess omloppsbana fastställdes 1984 med en omloppsperiod på 596 dygn. En spektroskopisk kompositionsanalys gjordes av den röda primärstjärnan 1986.
Även om stjärnans spektrum visar de spektrala egenskaperna hos zirkoniumoxid som definierar spektralklass S, visar BD Camelodalis inga teknetiumlinjer i dess spektrum. Den tros vara en "yttre" S-stjärna, vars överskott av grundämnen bildade i s-processen har sitt ursprung i en följeslagare. Konstellationen visar endast minimala variationer i det synliga spektrumet, men närvaron av följeslagaren och dess interaktioner med stjärnvinden hos den synliga röda jätten ger lätt observerade tidsvariabla spektrala egenskaper i ultravioletta bandet och i den nära infraröda spektrallinjen av helium.